# دم‌سنج
دَم‌سنج یا تنفس سنج یا اسپیرومتر دستگاهی است برای اندازه‌گیری حجم هوای دم و بازدم. این دستگاه تنفس جهت اندازه گرفتن اکسیژن از هوای محیط و انتشار آن به سلولهای بدن برای انجام فعالیت‌های سوخت‌وساز بدن و همچنین دفع دی‌اکسیدکربن حاصل از سوخت‌وساز بدن است. ریه‌ها اعضای اصلی این دستگاه هستند. این دستگاه فعالیت‌های دیگری نیز از قبیل گرم و تازه کردن گازها در تماس با سطح (سطح تهویه‌ای)، محافظت غشاءهای سطحی از عوامل مخرب محیطی مانند اجزاء سمی معلق در هوا، میکرو ارگانیسم‌ها، خشکی و دمای بسیار زیاد و همچنین خنثی کردن ناگهانی PH و مایعات بدن به کار می‌رود. جهت درک بهتر رفتار گازها در این دستگاه از قوانین رابرت بویل، چارلز و هنری استفاده می‌شود.

## تنفس
تنفس را می‌توان این گونه تعریف کرد: تبادل گازها بین موجود و محیطی که در آن زندگی می‌کند. با این تعریف دو نوع تنفس در موجود زنده خواهیم داشت:
- تنفس داخلی (سلولی)
- تنفس خارجی (ریوی)

## پارامترهای تنفسی

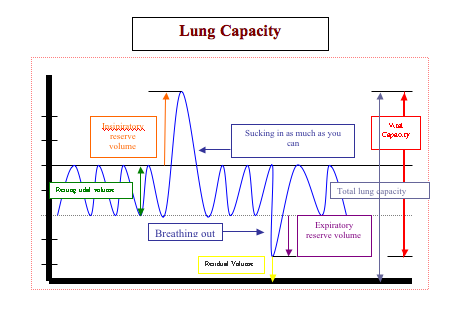
نمودار حجم ها و ظرفیت‌های ریوی

پارامترهای تنفسی، اندازه‌گیری‌هایی هستند که از بررسی آن‌ها می‌توان، وضعیت عملکرد تنفس را نشان داد. این پارامترها شامل حجم‌های ریوی، ظرفیت‌های ریوی، مقاومت راه‌های هوایی.مقاومت کشسانی ریوی و فشار داخل سینه‌ای است. تنها قسمتی از هوایی که به داخل دستگاه تنفس وارد می‌شود، به آلوئل‌ها می‌رسد و قسمتی از آن در فضای هدایتی باقی می‌ماند که در نتیجه برای تبادل گازی، با خون در دسترس نیست. به این هوا، هوای مرده گفته می‌شود. دلیل وجود چنین حجمی این است که همواره مقداری هوا در سیستم تنفسی وجود دارد که سیستم را باز نگه می‌دارد در نتیجه هربار نیروی زیادی برای باز کردن راه‌های هوایی و بخش تنفسی لازم نیست.

### حجم‌های ریوی
حجم‌های مهم ریوی عبارت است از:
1-حجم جاری، 2-حجم ذخیره دمی، 3-حجم ذخیره بازدمی و4- حجم باقی‌مانده. 
1- حجم جاری(v):میزان حجم گاز استنشاق شده یا خارج شده در هر سیکل تنفسی است. 
2-حجم ذخیره دمی (IRV): در انتهای یک دم معمولی به حداکثر حجم هوایی که بتوان وارد ریه‌ها نمود گفته می‌شود . 
3- حجم ذخیره باز دمی (ERV): در انتهای یک بازدم معمولی به حداکثر حجم هوایی که بتوان از ریه‌ها خارج نمود، گفته می‌شود .
4-حجم باقی‌مانده (RV) : نیز، مقدار هوایی است که در هر حالت، در ریه باقی می‌ماند.

### ظرفیت‌های ریوی
- ظرفیت حیاتی (vital capacity)، این مقدار، حداکثر هوایی که فرد پس از پر کردن ریه‌ها تا حداکثر گنجایش و خالی کردن آن تا همین بازه از ریه‌هایش خارج می‌سازد.
- ظرفیت دمی (inspiratory capacity)، حداکثر میزان گازی است که می‌توان پس از بازدم، وارد ریه کرد.
- ظرفیت باقی‌مانده عملکردی (function residual capacity)، میزان هوایی که در پایان یک بازدم عادی در ریه‌ها باقی می‌ماند.
- ظرفیت کل ریوی(total lung capacity)، به بیش‌ترین نیروی ممکن ریه‌ها برای حداکثر اتساع ممکن برای وارد کردن هوا به مجاری تنفسی می گویند.

## دم‌سنج

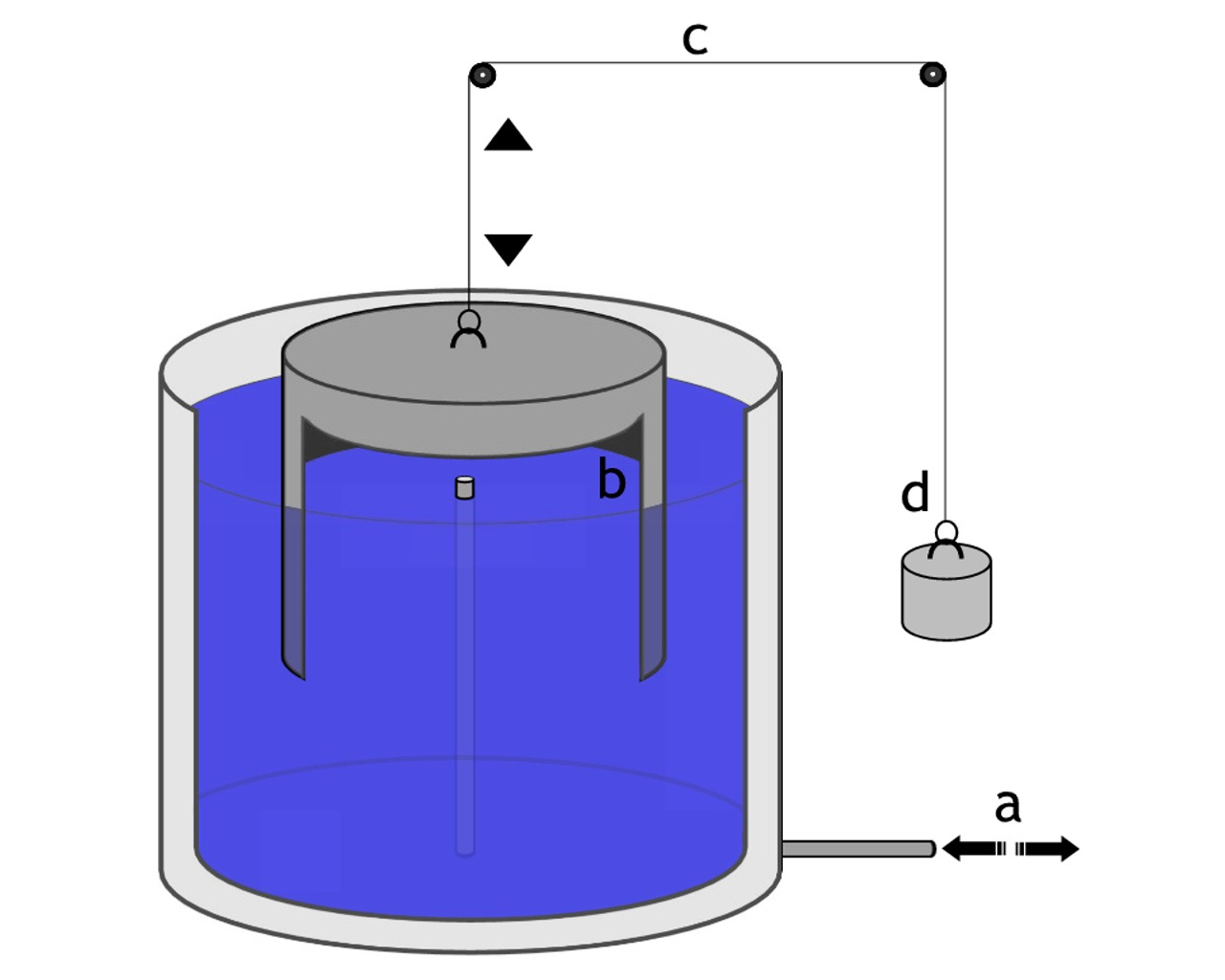
نمای یک دم‌سنج بسیار ساده

از این دستگاه برای اندازه‌گیری برخی از حجمها و ظرفیت‌های ریوی استفاده می‌شود. یک دم‌سنج ساده در شکل نشان داده شده‌است. این دستگاه از طرفی به زنگی شبیه است که بالای یک ظرف آب قرار گرفته‌است. یک لوله خرطومی هوا، از یک قطعه دهانی به فضای بالای سطح آب در داخل زنگ، کشیده می‌شود.
یک نمونه از ریسمان آویزان شده‌است که نیروی کششی روی سیمان پدید آورده و وزن زنگ را دقیقاً در فشار یک اتمسفر متعادل نگه می‌دارد. به این ترتیب، وقتی شخص در داخل قطعه دهانی نفس نمی‌کشد، زنگ در بالای سطح آب در حالت سکون خواهد بود. اما در زمان بازدم، فشار داخل زنگ به بالای یک اتمسفر، افزایش می‌یابد که در نتیجه آن زنگ بالا می‌رود. به‌طور مشابه در هنگام عمل دم، فشار داخل زنگ، کاهش می‌یابد. به‌طور کلی، در هنگام افزایش فشار، زنگ بالا رفته و در زمان کاهش فشار، پایین می‌آید. همراه با تغییر فشار زنگ، حجم داخل ان تغییر می‌کند. این کاهش حجم، موقعیت وزنه مقابل تغییر می‌کند. با اتصال قلم به وزنه، تغییرات حجم بر روی کاغذ قابل ثبت است. روش توصیف شده ابتدایی روش ثبت حجمهای ریوی است که با توجه به دستوری که کاربر سامانه به بیمار می‌دهد و انواع روش‌های تنفسی که اعمال می‌شود، منحنیهای مورد نظر پزشک ثبت می‌شود. مدل‌های بسیار جدیدتری به بازار ارائه شده‌است که یک نمونه از آن در شکل دیده می‌شود.
برخی از دم‌سنجها یک خروجی الکتریکی دارند به این شکل که وقتی تک قسمتی در قطعه دهانی وجود ندارد پتانسیل الکتریکی صفر و در نتیجه سیگنالی نداریم اما در هنگامی که بیمار در داخل لوله نفس می‌کشد، پتانسیل الکتریکی مثبت و منفی متناسب با حجم به دو انتهای پتانسیومتر، متصل می‌شود و سیگنال الکتریکی حاصل بیانگر حجم مورد نظر است.
فلومترهای التراسونیک هم به صورت تجاری موجود است که بر اساس اختلاف تغییر داپلر که روی امواج التراسونیک ثبت شده کار می‌کند. از ترانسدیوسر Pinwheel نیز جهت اندازه‌گیری حجمهای ریوی، استفاده شده‌است.

## روش‌های دم‌سنجی
روش‌های دم‌سنجی (اسپیرومتری) به دو دسته کلی تقسیم می‌شوند:
1. روش حجم‌سنجی
2. روش فلومتری

روش فلومتری
فلومتری خود شامل تکنیک‌های مختلفی است که به ۴ تکنیک آن در ذیل اشاره می‌شود:
دم‌سنج نوع فلیسچ (Fleisch)
شار هوا در این دستگاه به وسیله مقاومت معینی که در داخل تیوپ ثابت شده‌است اندازه‌گیری می‌شود. در این نوع دم‌سنج مقاومت در برابر شار به وسیلهٔ آرایه‌ای از مویرگ‌های هم جهت با فشار هوا اندازه‌گیری می‌شود. افت فشار در طول مقاومت در جریان‌های نسبتاً کم هوایی به‌طور خطی با جریان هوا متناسب است. در این حالت الگوی شار لامینار است. در شارهای بالاتر، جریان هوایی شکل متلاطمی به خود می‌گیرد و در این حالت افت فشار در طول مقاومت نسبت به شار بیشتر است. دقت اندازه‌گیری‌ها در حالتی که الگوی جریان هوا لامینار و ارتباط شار با افت فشار خطی باشد بیشترین مقدار خود را دارد.
دم‌سنج‌های نوع فلیسچ در اندازه‌های مختلف و برای بازه‌های مختلف شار عبوری وجود دارند. مقاومت در برابر عبور شار می‌تواند بر اثر انباشته شدن ترشحات یا سایر آلاینده‌ها افزایش یابد. همچنین با تقطیر بخار آب (موجود در بازدم) مشخصهٔ شاری آن دستخوش تغییر می‌شود. همچنین مشخصه شار با ویسکوزیته شار نیز تغییر می‌کند که این ویسکوزیته خود ناشی از نسبت گازهای موجود در هوای تنفسی و همچنین دمای هواست.
دم‌سنج نوع لی لی (Lilly)
در این روش شار بر اثر اختلاف فشار در دو طرف یک مقاومت کوچک (ناشی از یک صفحه مشبک فلزی) که در داخل تیوب ثابت شده‌است اندازه‌گیری می‌شود. در این حالت نیز مانند حالت قبل، به ازای جریان‌های کم ارتباط شار با افت فشار خطی و الگوی شار لامینار است، در جریان‌های عبوری زیاد دستخوش تلاطم می‌شود و رابطه ا حالت خطی خارج می‌گردد. به علاوه دقت اندازه‌گیری‌ها در حالت اول (خطی و الگوی لامینار) بیشتر است.
سر دم‌سنج شکل شیپوری دارد و این طراحی برای این است که در بازه‌های بزرگی از شار عبوری امکان دستیابی به الگوی لامینار فراهم باشد. از این رو اسپیرمترهای نوع لی لی به ازای شارهای ۰ تا ۱۲ لیتر بر ثانیه رابطه خطی از خود نشان می‌دهند.
در این حالت هم مانند حالت قبل عواملی نظیر انباشته شدن ترشحات و تقطیر بخار هوا و... می‌تواند مقاومت را دستخوش تغییر نماید. و همچنین ویسکوزیته مشخصه شار را تغییر می‌دهد.
فلومتر توربینی
در این روش وقتی گاز از در محفظه جریان می‌یابد، پره چرخان به حرکت در می‌آید؛ شار عبوری از محفظه با تعداد چرخش پره در واحد زمان متناسب است که این تعداد چرخش با استفاده از سیگنال‌هایی که از منبع نور پالسی به سلول نوری رسیده و شمارش می‌شود به دست می‌آید (طبق شکل). یک مزیت این دستگاه مقاومت آن در برای شار تلاطمی، بخار آب و دمای گاز است. اما عیب این وسیله اینرسی پره است که باید با حداقل کردن جرم پره و اعمال یک منحرف‌کننده اثر این اینرسی را حتی الامکان کم نمود.
فلومتر سیم داغ
این فلومتر شامل یک سیم پلاتینی باریک است که تا دمای معینی گرم شده و در مرکز محفظه قرار گرفته‌است. با عبور جریان هوا از فلومتر، این سیم سرد می‌شود و برای بازیابی دمای اولیه خود به انرژی الکتریکی نیاز خواهد داشت. میزان انرژی الکتریکی اضافی مورد نیاز، شار گاز عبوری را معلوم می‌کند.
- برای خطی‌سازی خروجی فلومتر سیم داغ به یک تراشه نیاز داریم
- از آن جا که این فلومتر به جهت شار عبوری حساس نمی‌باشد، نیاز است که دو سیم داغ به صورت سری قرار بگیرند و جهت جریان هوا از روی سیمی که اول سرد می‌شود معلوم می‌گردد.
- یک عیب این فلومتر حساسیت آن به ترکیبات و دمای گاز است؛ به علاوه این سیستم‌ها بسیار آسیب پذیرند و باید با دقت ویژه مورد نگهداری قرار گیرند.